# Heilig Hartbeeld (Nistelrode)
Het Heilig Hartbeeld is een standbeeld in de Nederlandse plaats Nistelrode (gemeente Bernheze), in de provincie Noord-Brabant.

## Achtergrond
Het Heilig Hartbeeld werd in 1922 opgericht en staat naast de Sint-Lambertuskerk. Het beeld werd gemaakt in het Atelier Thissen in Roermond. Identieke beelden staan in Holtum (1929), Klimmen (1928), Neeritter (1921) en Papenhoven (1927).

## Beschrijving
Het beeld toont een Christusfiguur ten voeten uit, blootsvoets staande op bolsegment met een rand van golvende lijnen, wellicht symbool voor de wereldbol omgeven door wolken. Hij is gekleed in een lang, gedrapeerd gewaad en omhangen met een mantel. Hij houdt zijn rechterhand zegenend geheven, met gestrekte wijs- en middelvinger, de linkerhand wijst naar het vlammende Heilig Hart op zijn borst, dat wordt omwonden door een doornenkroon en bekroond met een kruis. 